# Lorditomaeus fratris
Lorditomaeus fratris är en skalbaggsart som beskrevs av Bordat 1996. Lorditomaeus fratris ingår i släktet Lorditomaeus och familjen Aphodiidae. Inga underarter finns listade i Catalogue of Life.